# 2:40-Stunden-Rennen von Mosport 2024

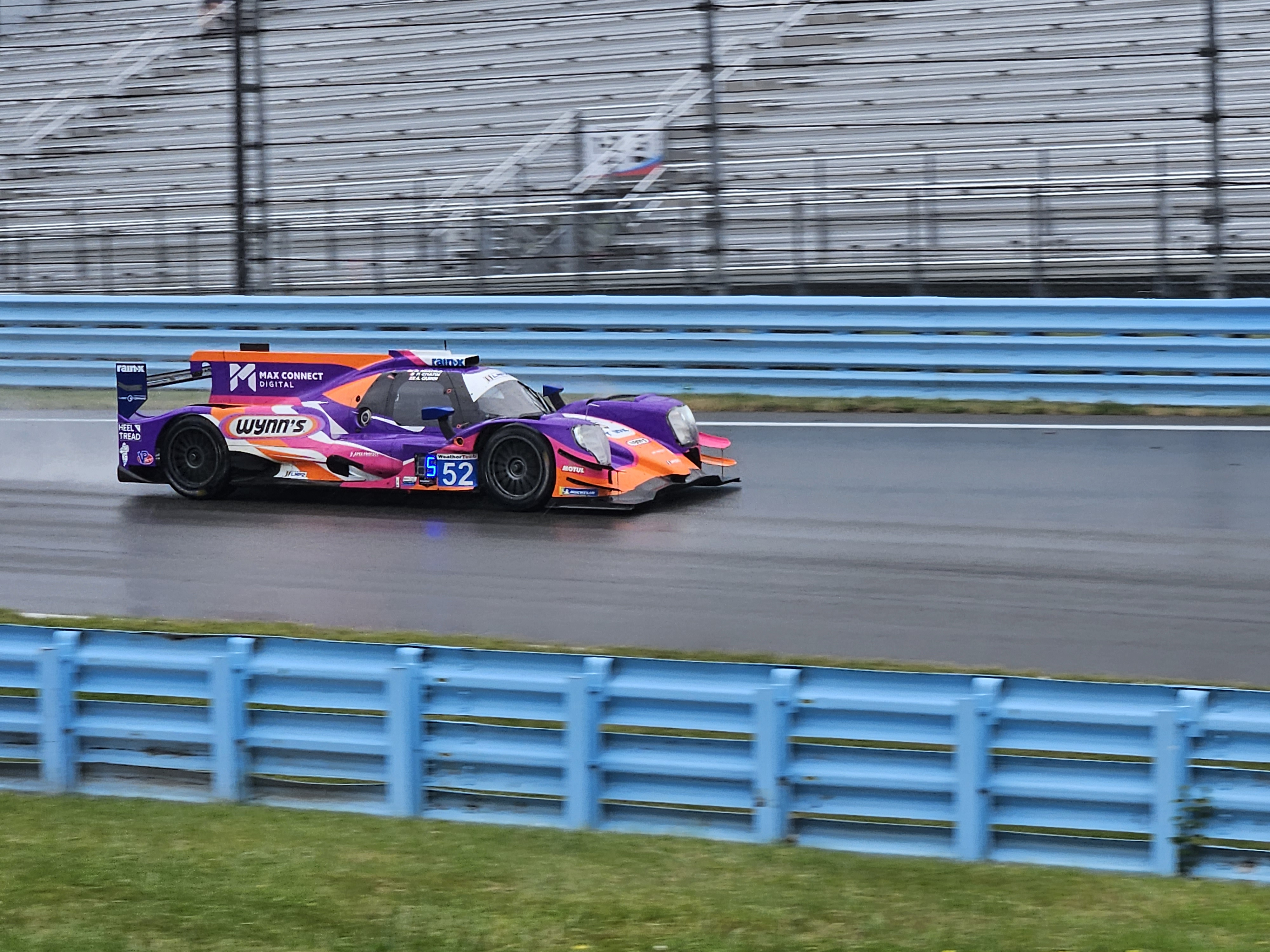
Der siegreiche Oreca 07 von Nicholas Boulle und Tom Dillmann, hier beim 6-Stunden-Rennen von Watkins Glen 2023

Das 2:40-Stunden-Rennen von Mosport 2024, auch 2024 Chevrolet Grand Prix, fand am 14. Juli auf dem Canadian Tire Motorsport Park statt und war der siebte Wertungslauf der IMSA WeatherTech SportsCar Championship dieses Jahres.

## Das Rennen
Im Unterschied zum 2:40-Stunden-Rennen des Vorjahres, das Tom Blomqvist und Colin Braun im Acura ARX-06 gewonnen hatten, waren die GTP-Prototypen in diesem Jahr in Mosport nicht startberechtigt. Gemeldet waren LMP2- und GT-Rennwagen. Die GTP-Piloten Filipe Albuquerque, Renger van der Zande, Luís Felipe Derani und Louis Delétraz wechselten für dieses eine Rennen in die LMP2-Klasse und fuhren einen Oreca 07.
Die Gesamtwertung gewannen Nicholas Boulle und Tom Dillmann. In der GTD-Pro-Klasse blieben Antonio García und Alexander Sims im Chevrolet Corvette Z06 GT3.R siegreich sowie Roman De Angelis und Spencer Pumpelly im Aston Martin Vantage AMR GT3 Evo in der GTD-Klasse.

## Ergebnisse

### Schlussklassement
| 1           | LMP2    | 52 | Inter Europol by PR1 Mathiasen Motorsports | Nicholas Boulle Tom Dillmann          | Oreca 07                         | 117 |
| 2           | LMP2    | 74 | Riley                                      | Felipe Fraga Gar Robinson             | Oreca 07                         | 117 |
| 3           | LMP2    | 11 | TDS Racing                                 | Scott Huffaker Steven Thomas          | Oreca 07                         | 117 |
| 4           | LMP2    | 2  | United Autosports USA                      | Ben Hanley Ben Keating                | Oreca 07                         | 117 |
| 5           | LMP2    | 22 | United Autosports USA                      | Filipe Albuquerque Dan Goldburg       | Oreca 07                         | 117 |
| 6           | LMP2    | 8  | Tower Motorsports                          | Renger van der Zande John Farano      | Oreca 07                         | 117 |
| 7           | LMP2    | 04 | CrowdStrike Racing by APR                  | Colin Braun George Kurtz              | Oreca 07                         | 117 |
| 8           | LMP2    | 99 | AO Racing                                  | Louis Delétraz P. J. Hyett            | Oreca 07                         | 117 |
| 9           | LMP2    | 88 | AF Corse                                   | Luís Pérez Companc Luís Felipe Derani | Oreca 07                         | 116 |
| 10          | LMP2    | 33 | Sean Creech Motorsport                     | João Barbosa Lance Willsey            | Ligier JS P217                   | 115 |
| 11          | LMP2    | 18 | Era Motorsport                             | Ryan Dalziel Stuart Wiltshire         | Oreca 07                         | 113 |
| 12          | GTD-Pro | 3  | Corvette Racing                            | Antonio García Alexander Sims         | Chevrolet Corvette Z06 GT3.R     | 113 |
| 13          | GTD-Pro | 4  | Corvette Racing                            | Nicky Catsburg Tommy Milner           | Chevrolet Corvette Z06 GT3.R     | 113 |
| 14          | GTD-Pro | 77 | AO Racing                                  | Laurin Heinrich Sebastian Priaulx     | Porsche 911 GT3 R (992)          | 113 |
| 15          | GTD-Pro | 64 | Ford Multimatic Motorsports                | Mike Rockenfeller Harry Tincknell     | Ford Mustang GT3                 | 113 |
| 16          | GTD-Pro | 23 | Heart of Racing Team                       | Ross Gunn Mario Farnbacher            | Aston Martin Vantage AMR GT3 Evo | 112 |
| 17          | GTD-Pro | 9  | Pfaff Motorsports                          | Oliver Jarvis Marvin Kirchhöfer       | McLaren 720S GT3 Evo             | 112 |
| 18          | GTD Pro | 65 | Ford Multimatic Motorsports                | Joey Hand Dirk Müller                 | Ford Mustang GT3                 | 112 |
| 19          | GTD     | 27 | Heart of Racing Team                       | Roman De Angelis Spencer Pumpelly     | Aston Martin Vantage AMR GT3 Evo | 112 |
| 20          | GTD     | 57 | Winward Racing                             | Philip Ellis Russell Ward             | Mercedes-AMG GT3 Evo             | 112 |
| 21          | GTD     | 70 | Inception Racing                           | Brendan Iribe Frederik Schandorff     | McLaren 720S GT3 Evo             | 112 |
| 22          | GTD     | 96 | Turner Motorsport                          | Robby Foley Patrick Gallagher         | BMW M4 GT3                       | 112 |
| 23          | GTD     | 12 | Vasser Sullivan                            | Frankie Montecalvo Parker Thompson    | Lexus RC F GT3                   | 111 |
| 24          | GTD     | 45 | Wayne Taylor Racing with Andretti          | Danny Formal Kyle Marcelli            | Lamborghini Huracán GT3 Evo 2    | 111 |
| 25          | GTD     | 66 | Gradient Racing                            | Stevan McAleer Sheena Monk            | Acura NSX GT3 Evo22              | 111 |
| 26          | GTD     | 32 | Korthoff Preston Motorsports               | Mikaël Grenier Mike Skeen             | Mercedes-AMG GT3 Evo             | 111 |
| 27          | GTD-Pro | 1  | Paul Miller Racing                         | Bryan Sellers Madison Snow            | BMW M4 GT3                       | 111 |
| 28          | GTD     | 78 | Forte Racing                               | Devlin DeFrancesco Loris Spinelli     | Lamborghini Huracán GT3 Evo 2    | 111 |
| 29          | GTD     | 86 | MDK Motorsports                            | Anders Fjordbach Kerong Li            | Porsche 911 GT3 R (992)          | 111 |
| 30          | GTD     | 34 | Conquest Racing                            | Albert Costa Manny Franco             | Ferrari 296 GT3                  | 111 |
| 31          | GTD     | 55 | Proton Competition                         | Giammarco Levorato Corey Lewis        | Ford Mustang GT3                 | 110 |
| Ausgefallen |         |    |                                            |                                       |                                  |     |
| 32          | GTD-Pro | 14 | Vasser Sullivan                            | Ben Barnicoat Jack Hawksworth         | Lexus RC F GT3                   | 88  |
| 33          | GTD     | 13 | AWA                                        | Matthew Bell Orey Fidani              | Chevrolet Corvette Z06 GT3.R     | 27  |
| 34          | LMP2    | 20 | MDK by High Class Racing                   | Dennis Andersen Seth Lucas            | Oreca 07                         | 15  |

### Nur in der Meldeliste
Zu diesem Rennen sind keine weiteren Meldungen bekannt.

### Klassensieger
| Klasse  | Fahrer           | Fahrer           | Fahrzeug                         | Platzierung im Gesamtklassement |
| ------- | ---------------- | ---------------- | -------------------------------- | ------------------------------- |
| LMP2    | Nicholas Boulle  | Tom Dillmann     | Oreca 07                         | Gesamtsieg                      |
| GTD-Pro | Antonio García   | Alexander Sims   | Chevrolet Corvette Z06 GT3.R     | Rang 12                         |
| GTD     | Roman de Angelis | Spencer Pumpelly | Aston Martin Vantage AMR GT3 Evo | Rang 19                         |

### Renndaten
- Gemeldet: 34
- Gestartet: 34
- Gewertet: 31
- Rennklassen: 3
- Zuschauer: unbekannt
- Wetter am Renntag: warm und trocken
- Streckenlänge: 3,957 km
- Fahrzeit des Siegerteams: 2:40:34,358 Stunden
- Gesamtrunden des Siegerteams: 117
- Gesamtdistanz des Siegerteams: 462,969 km
- Siegerschnitt: 172,994 km/h
- Pole Position: P. J. Hyett – Oreca 07 (#99) – 1:09,582 = 204,743 km/h
- Schnellste Rennrunde: Tom Dillmann – Oreca 07 (#52) – 1:08,660 = 205,990 km/h
- Rennserie: 7. Lauf zur IMSA WeatherTech SportsCar Championship 2024